# Asil (Aseel)

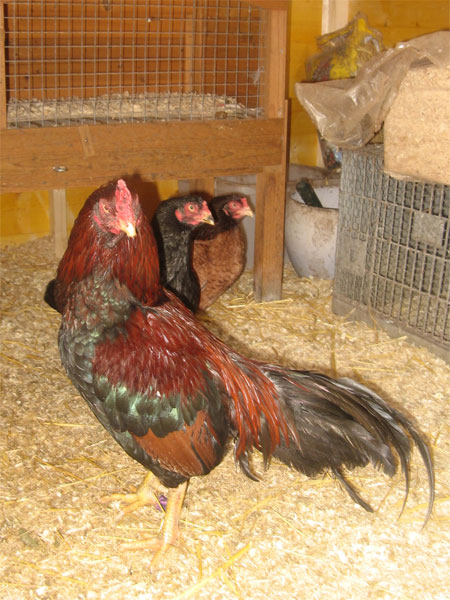

Asil (Aseel) – rasa kury bojowej pochodząca z Indii.

## Pochodzenie
Rasa Asil (Aseel) należy do najstarszej kategorii bojowców. Grupa ta cieszyła się wielką popularnością wśród przedstawicieli wyższych kast w Indiach. Kury te były również popularne w krajach ościennych i tam hodowane w wielu różnych odmianach. Począwszy od roku 1750 Europejczycy regularnie sprowadzali ten typ kur do Europy. Obecna postać rasy została wyhodowana w oparciu o wiele różnych odmian tych ptaków. W wielu krajach, w tym Holandii i Niemczech, istnieją dwa kierunki hodowlane: Madras Aseel, który jest ptakiem większym, oraz „typowa” odmiana Aseel.

## Charakterystyczne cechy budowy
Kura tej rasy posiada szeroki, nisko osadzony tułów, wysokie barki oraz prowokującą postawę ciała. Krótki tułów ma kształt owalny i jest noszony w pozycji wyprostowanej. Z uwagi na zbite i skąpe upierzenie mostek jest widoczny. Krótkie skrzydła noszone są równolegle do pochylonej linii ciała. Mała i krótka głowa z grubymi „brwiami” („brew krzaczasta”) i oczy z jasnoperłową tęczówką nadają ptakowi charakterystyczny wyraz. Grzebień posiada trzy niskie, podłużne fałdy. Dzwonki nie występują lub są niezwykle słabo wykształcone, tak że podgardle jest praktycznie nieopierzone. Muskularne uda są dość dobrze widoczne. Nogi są żółte, niezależnie od barwy i rysunku piór.

## Barwa i rysunek
U kur ras bojowych ubarwienie, w przeciwieństwie do większości innych ras, ma mniejsze znaczenie. W przypadku rasy Aseel istnieje wiele różnych odmian barwnych, które są wystawiane na kontynencie europejskim, w tym biała, kuropatwiana nakrapiana, pszeniczna, płowa, czarna biało nakrapiana i niebieska srebrnoszyja. W Wielkiej Brytanii ptaki te mogą w zasadzie występować w jakimkolwiek kolorze.

## Zalety
W stosunku do siebie koguty aseela są agresywne. W trakcie odchowu kogucików regularnie dochodzi do gwałtownych bójek mających na celu ustalenie hierarchii, tak więc odpowiednia przestrzeń i możliwości ucieczki są niezbędne do mającego się zakończyć sukcesem odchowu. Wielu hodowców utrzymuje dorosłego koguta wraz ze stadem dorastających kogucików – przez długi okres będzie on bowiem przywódcą sprawującym nadzór nad walkami o miejsce w hierarchii. Jednakże w pewnym momencie sytuacja ulegnie zmianie i koguciki zaczną „stawać z nim w szranki”. Od tej chwili rozsądnym wyjściem jest rozdzielenie wszystkich kogutów. Również kury mogą zachowywać się w stosunku do siebie agresywnie i zaczepnie. Nie jest to regułą i zależy od tego, czy ptaki dorastały ze sobą, jak również od przestrzeni życiowej, jaką mają do dyspozycji. Ptaki mają mocne skrzydła o dość dużej sile nośnej, lecz z uwagi na śmiałe i ciekawskie usposobienie niechętnie latają. Zwykle kury tej rasy bardzo szybko obdarzają zaufaniem swego opiekuna. Z zasady ptaki są monogamiczne, dlatego lepiej jest je utrzymywać w parach. Kury znoszą nieliczne jaja, lecz są dobrymi kwokami i wspaniałymi, opiekuńczymi matkami.

## Cechy szczególne
Obok typowej rasy Aseel istnieje jeszcze odmiana znana jako Madras Aseel. Kura ta jest nie tylko większa, lecz również w innym typie. Na pierwszy rzut oka wygląda na mocniej zbudowaną, o sylwetce nieco mniej wyprostowanej. Skóra w okolicy gardła nie przyjmuje formy tak dobrze wykształconych fałdów, jak u typowej odmiany rasy. Madras Aseel występuje w jednym tylko, charakterystycznym dla rasy kolorze, przypominającym barwę pszeniczną niebieską.